# Justin Tucker
Justin Paul Tucker (21 de noviembre de 1989 en Houston, Texas) es un jugador de fútbol americano que ocupa la posición de Kicker.
Actualmente es agente libre.
Fue firmado por los Ravens como agente libre no reclutado en el 2012. Jugó fútbol americano universitario en la Universidad de Texas. Se graduó de la Westlake High School, cerca de Austin. Actualmente es el Kicker con mayor efectividad de goles de campo y de puntos extras de la historia de la NFL. También pose el récord de patada en la NFL con 66 yardas.

## Años Tempranos
Justin Tucker nació en Houston, Texas el 21 de noviembre de 1989 Tucker se graduó de Westlake High School, en Austin, Texas. En Westlake, fue compañero de equipo de Nick Foles, el actual mariscal de campo de los Chicago Bears. Jugó en el 2008 All-American Bowl del Ejército de EE. UU.

## Carrera Universitaria
Tucker asistió a la Universidad de Texas y jugó en el equipo de fútbol Texas Longhorns. En sus primeros dos años jugó de Punter no obstante en sus dos últimos años jugó de punter y de kicker usando los números 9 y 19. En 2011, concluyendo una rivalidad en la que la Universidad de Texas A&M y la Universidad de Texas se enfrentaron 118 veces durante 117 años, pateó el gol de campo ganador del juego cuando expiró el tiempo. Texas, que luego ocupó el puesto número 25, ganó 27-25. Mientras asistía a la Universidad de Texas, Tucker se especializó en Música con un título en Tecnologías de Grabación.
En 2009 fue el décimo punter con más despejes de la Big-12.
En 2010 fue el décimo jugador con más puntos anotados, el segundo con más goles de campos intentados y anotdos (además del séptimo de la NCAA en ambos rubros), el cuarto con mejor porcentaje de goles de campos hechos y el noveno en yardas medias por despeje de la Big-12.
Finalmente en 2011 logró ocupar el octavo puesto tanto de puntos extras intentados como anotados, el sexto en goles de campo intentados, el quinto en goles de campo anotados, el quinto en porcentaje de goles de campo anotados, el cuarto en número de despejes, el sexto en yardas de despeje y el noveno de yardas medias por despeje de la Big-12.

### Estadísticas
| Año                  | Equipo               | Juegos | Goles de Campo | Goles de Campo | Goles de Campo | Puntos Extras | Puntos Extras | Puntos Extras | Despejes | Despejes | Despejes |
| Año                  | Equipo               | Juegos | GCC            | GCI            | Pct%           | PEC           | PEI           | Pct%          | Despejes | Yds      | Med      |
| -------------------- | -------------------- | ------ | -------------- | -------------- | -------------- | ------------- | ------------- | ------------- | -------- | -------- | -------- |
| 2008                 | Texas Longhorns      | 13     | 0              | 0              | 0              | 0             | 0             | 0             | 14       | 633      | 45.2     |
| 2009                 | Texas Longhorns      | 14     | 0              | 0              | 0              | 0             | 0             | 0             | 43       | 1737     | 40.4     |
| 2010                 | Texas Longhorns      | 12     | 23             | 27             | 85.2 %         | 27            | 27            | 100 %         | 35       | 1442     | 41.2     |
| 2011                 | Texas Longhorns      | 13     | 17             | 21             | 81 %           | 44            | 44            | 100 %         | 63       | 2471     | 39.2     |
| Total (4 temporadas) | Total (4 temporadas) | 52     | 40             | 48             | 83.3 %         | 71            | 71            | 100 %         | 155      | 6283     | 40.5     |

## Carrera profesional

### Baltimore Ravens
Tucker no fue seleccionado por ninguno de los 32 equipos. Sin embargo, los Baltimore Ravens lo firmaron el 29 de mayo de 2012 para comenzar los entrenamientos con los Ravens, junto pateador Billy Cundiff. Después de exhibiciones impresionantes y tiros precisos de campo durante los partidos de pretemporada del equipo, Tucker se ganó el puesto de titular como Pateador de los Ravens tras la liberación de Cundiff de su contrato con Baltimore el 26 de agosto de 2012.

#### Temporada 2012
En su temporada de debut, Tucker demostró ser un pateador muy preciso, haciendo sus 42 intentos de puntos extras y errando solo tres de sus 35 goles de campo. Durante la semana 3 contra los New England Patriots, Tucker pateó un gol de campo ganador del juego con dos segundos restantes, dando a los Ravens una victoria de 31-30 y su primera victoria de temporada regular sobre los Patriots. El 12 de enero de 2013, durante el juego de ronda divisional de playoffs contra los Denver Broncos, Tucker pateó un gol de campo de 47 yardas en doble tiempo extra para ganar el juego (más tarde conocido como Mile High Miracle) y envió a los Ravens al campeonato de la AFC por el segundo año consecutivo.
Durante el segundo trimestre del Super Bowl XLVII contra los San Francisco 49ers, Tucker no logró convertir el primer intento de gol de campo falso en la historia del Super Bowl, llegando apenas un metro por debajo de los nueve necesarios para el primer intento. No obstante, sus dos goles de campo en el cuarto cuarto aseguraron una victoria de los Ravens, lo que le valió a Tucker su primer anillo de Super Bowl.

#### Temporada 2013
A pesar de fallar dos goles de campo en la Semana 2 contra los Cleveland Browns, Tucker continuó su éxito como pateador preciso para los Ravens. Pateó el gol de campo ganador del juego en tiempo extra contra los Bengals de Cincinnati, dejando que los Ravens ganaran 20-17. Fue nombrado Jugador de los Equipos Especiales de la AFC del mes de noviembre. En Acción de Gracias, Tucker pateó cinco goles de campo en el camino hacia la victoria 22–20 de los Ravens contra los Pittsburgh Steelers. También fue seleccionado como el jugador del juego junto con Jacoby Jones por John Madden. Fue seleccionado al Pro Bowl y al All-Pro.

#### Temporada 2016
El 26 de febrero de 2016, los Ravens posicionaron a Tucker como jugador franquicia. Tucker firmó la licitación de franquicia el 4 de marzo de 2016, que le pagaría $ 4.5 millones. Tucker firmó una extensión de cuatro años y $ 16.8 millones el 15 de julio de 2016.
En la semana 12 de la temporada 2016 contra los Bengals, Tucker pateó cuatro goles de campo, tres para más de 50 yardas en una victoria 19-14, lo que le valió al Jugador de la Semana de los Equipos Especiales de la AFC. En la semana 15 contra los Eagles, Tucker empató el récord de una temporada de la NFL para 10 goles de campo de más de 50 yardas. Fue nombrado para su segundo Pro Bowl, el primero desde 2013, como resultado de su exitosa temporada 2016 y fue nombrado All-Pro por segunda vez en su carrera.

#### Temporada 2017
En 2017, Tucker convirtió 34 de 37 goles de campo y fue un perfecto 39 de 39 en puntos extra. Fue nombrado al segundo equipo All-Pro para la temporada 2017.

#### Temporada 2018
En la semana 3 de la temporada 2018, Tucker hizo dos goles de campo de más de 50 yardas y tres puntos extra en una victoria por 27-14 sobre los Denver Broncos, lo que le valió al Jugador de la Semana de los Equipos Especiales de la AFC. Más tarde fue nombrado el Jugador del mes de equipos especiales de la AFC para septiembre. El 21 de octubre de 2018, Justin Tucker se perdió su primer intento de puntos extra en su carrera contra los New Orleans Saints con 24 segundos restantes en el juego, lo que resultó en una pérdida de 24-23 en un juego que de lo contrario habría ido a tiempo extra. En la semana 17, Tucker convirtió los cuatro goles de campo y dos intentos de puntos extra en una victoria 26-24 sobre los Cleveland Browns, lo que le valió al Jugador de la Semana de los Equipos Especiales de la AFC. Tucker se convirtió en el primer jugador en la historia de la NFL con seis temporadas de 30 o más goles de campo marcados. Los Baltimore Ravens terminaron ganando la AFC North y perdiendo en los Playoffs contra Los Angeles Chargers 23-17. Fue seleccionado por tercera vez al All-Pro.

#### Temporada 2019
El 24 de abril de 2019, Tucker firmó una extensión de contrato de cuatro años y $ 23.05 millones con $ 12 millones garantizados, manteniéndolo bajo contrato hasta la temporada 2023. En la semana 5 contra los Pittsburgh Steelers, Tucker conectó los cuatro goles de campo, incluyendo un juego de 48 yardas y un ganador de 46 yardas en tiempo extra, lo que le valió al Jugador de la Semana de los Equipos Especiales de la AFC. En el juego de la semana siguiente contra los Bengals de Cincinnati, Tucker hizo 3 goles de campo y 2 puntos extras en el camino a otro jugador de la semana de la AFC. El 3 de noviembre, en un juego contra los New England Patriots, Tucker se perdió su primer gol de campo de la temporada y su segundo punto extra de su carrera. Los Ravens todavía ganaron 37–20. El 1 de diciembre, en un juego contra los 49ers, hizo un gol de campo ganador de 49 yardas. Nuevamente los Ravens ganarían la AFC North y perderían 28-12 contra los Tennessee Titans. Tucker fue seleccionado a su tercer Pro Bowl y cuarto All-Pro.

## Personal
Tucker es un católico devoto y hace la señal de la cruz antes de cada patada. Tucker también es un barítono bajo de formación clásica, y en el pasado la Orquesta Sinfónica de Baltimore y la Ópera de Nueva York le pidieron actuaciones, aunque no pudo cumplirlas. En 2015, Tucker fue contratado por Royal Farms para cantar en su línea de comerciales. Incluso más recientemente, Tucker cantó "Ave María" para un concierto benéfico de Caridades Católicas con los Artistas de Concierto de Baltimore. Sus talentos de ópera también llevaron a Tucker a la final del Most Valuable Performer, un espectáculo de talentos que presenta actuaciones de talentos de jugadores de la NFL, donde ganó gracias a su interpretación de Ave Maria. Como resultado de su victoria, recibió un anillo y ganó $ 50,000 por su caridad a través de la Escuela de Artes de Baltimore. También reveló que es un agente de bienes raíces con licencia.
Tucker se casó con Amanda Bass en marzo de 2015. Su primer hijo, Easton, nació el 10 de mayo de 2016 y viven en Maryland. Tucker es popular entre los fanáticos de los Ravens con muchos de ellos nombrando a sus hijos, perros e incluso un cerdo premiado después del pateador de los Ravens.